# Giants
Giants es el decimoséptimo álbum de estudio de la banda inglesa The Stranglers. Lanzado el 5 de marzo de 2012 por el sello Coursegood.

## Canciones
1. "Another Camden Afternoon" (4:05)
2. "Freedom Is Insane" (6:20)
3. "Giants" (3:44)
4. "Lowlands" (3:16)
5. "Boom Boom" (3:24)
6. "My Fickle Resolve" (5:34)
7. "Time Was Once On My Side" (3:33)
8. "Mercury Rising" (3:39)
9. "Adiós (Tango)" (4:41)
10. "15 Steps" (4:58)

## Personal
Jean Jacques Burnel - Bajo y voz.
Baz Warne - Guitarra y voz.
Dave Greenfield - Órgano, sintetizador y coros.
Jet Black - Batería y percusión.
- Datos: Q3105319